# گلنوود، شهرستان مرسر، ویرجینیای غربی
گلنوود (به انگلیسی: Glenwood) یک منطقهٔ مسکونی در ایالات متحده آمریکا است که در شهرستان مرسر، ویرجینیای غربی واقع شده‌است. گلنوود ۷۴۰٫۰۶ متر بالاتر از سطح دریا واقع شده‌است.